# 高井戶西
高井戶西（日语：／ Takaido-nishi */?）是東京都杉並區的町名。現行行政地名為高井戶西一丁目至高井戶西三丁目。郵遞區號為168-0071。2013年10月1日為止的人口有11,143人。

## 地理
位於杉並區西南部。地域中央有高井戶站，車站周邊與幹線道路沿線多大樓與商店，其他地區為住宅區。北鄰宮前，東與高井戶東之間以東京都道311號環狀八號線為界，南鄰上高井戶，西鄰久我山。由南往北分別為一丁目至三丁目。

### 河川
- 神田川

## 歷史

### 地名由來
意為上高井戶西部。

### 沿革
- 1969年（昭和44年）3月31日－實施住居表示，成立高井戶西一丁目至三丁目[2]。

| 實施後         | 實施年月日    | 實施前（各町名一部分）                       |
| -------------- | ------------- | -------------------------------------------- |
| 高井戶西一丁目 | 1969年3月31日 | 久我山一丁目、上高井戶三丁目、上高井戶五丁目 |
| 高井戶西二丁目 | 1969年3月31日 | 上高井戶五丁目                               |
| 高井戶西三丁目 | 1969年3月31日 | 上高井戶五丁目                               |

## 交通

### 鐵路
- 京王井之頭線
  - - 高井戶站 -

### 道路
- 首都高速4號新宿線－中央自動車道
  - 高井戶IC
- 東京都道7號杉並秋留野線
- 東京都道14號新宿國立線
- 東京都道311號環狀八號線

## 設施
- 日本年金機構
- 杉並區立高井戶小學校
- 第六天神社 (杉並區)

## 備註
1. ↑  杉並区 区政資料 - 統計 - 人口 - 各歳別人口25年 的存檔，存档日期2013-10-22.
2. ↑  1969年（昭和44年）3月1日，自治省告示第64號「住居表示を実施した件」